# Eugène Greau
Eugène Greau, né le 29 mai 1904 à Nieul-le-Dolent et mort en déportation le 20 décembre 1943 à Sonneberg, est un coureur cycliste français, en activité de 1923 à 1931,.

## Biographie
Il meurt en déportation au camp de Sonnenburg dans le Thuringe en Allemagne durant la Seconde Guerre mondiale après avoir participé à la Résistance. Sa participation à un sabotage en 1941 lui vaut un emprisonnement et même une condamnation à mort. Père de cinq enfants, il est gracié mais déporté dans l'Allemagne nazie où il meurt deux ans plus tard. 
Il est également passé par le Camp de concentration de Hinzert.
La commune de Nieul donne son nom à une rue lors d'un hommage rendu la veille du Tour de France 2005 en présence du maire Joseph Merceron, de la famille d'Eugène Greau, de Jean-Paul Ollivier, journaliste à France 2, et d'anciens champions vendéens comme Roland Berland, Max Bléneau, Jacques Bossis.

## Palmarès
- 1923
  - Tours-Châtellerault-Tours
  - 2e du Circuit de la Vienne
  - 2e de Poitiers-Saumur-Poitiers
- 1924
  - 3e du Circuit de la Vienne
- 1925
  - Circuit de Saumur
- 1926
  - 2e de Paris-Lille
- 1927
  - Angers-Nantes-Angers
  - 2e du Circuit de Saumur
  - 3e de Critérium des Aiglons
- 1928
  - Poitiers-Saumur-Poitiers
  - 3e de Angers-Nantes-Angers
- 1929
  - 2e de Poitiers-Saumur-Poitiers
  - 2e de Tours-Châtellerault-Tours
  - 2e du Circuit du Maine-et-Loire
- 1934
  - Paris-Chauny

## Résultats sur le Tour de France
3 participations
- 1926 : Abandon à la 2e étape
- 1927 : Abandon à la 4e étape
- 1929 : 47e